# Вёкса (приток Вологды)
Вёкса — река в России, протекает по Вологодскому району Вологодской области. Левый приток реки Вологда. Название реки имеет финно-угорское происхождение и означает «вытекающая из озера».

## География
Река Вёкса вытекает из Молотовского озера на высоте 108 м, течёт по болотистой местности сначала на северо-восток, затем на юго-восток. Крупнейший приток — Берёзовка (левый). Устье реки находится в 7 км от устья реки Вологда напротив села Вакса (примерно в 15 км к северо-западу от Вологды) по левому берегу. Длина реки составляет 9 км. Ширина реки перед устьем — 25 метров.

## Археологические памятники
Вблизи устья реки находится археологический памятник — многослойное поселение Вёкса периодов неолита, энеолита, бронзы, раннего железного века, средневековья. Финно-угорское поселение Вёкса, вероятно, контролировало важнейшие водные артерии региона до возникновения Вологды. Поселение открыла экспедиция под руководством И. Ф. Никитинского в 1981 году.
В верхней западной части от устья Вёксы находятся поселения, получившие название Вёкса 1, в нижней части комплекса к востоку от устья Вёксы — Вёкса 3: археологи обследовали слои, которые датируются периодом начиная с VII—VI веков до н. э., самые поздние археологические находки датированы XII—XIII веками.
В бореальный период (IX—VIII тыс. лет до н. э.) лес вокруг поселений Вёкса был довольно редким и состоял в основном из хвойных деревьев — ели и сосны с травами, злаками и карликовыми кустарниками в подлеске. На верхних террасах этот лес был смешан с другими лиственными породами, особенно дубом, ясенем и лещиной обыкновенной или орешником, тогда как в низменностях доминируют ольха (Alnus), вместе с ивой и осокой. При переходе в следующий атлантический период лесные массивы становились более густыми, оказывая отрицательное воздействие на светолюбивый орешник, злаки, разнотравье и осоки. Пыльца рябины, малины, калины, бузины и шиповника указывают на наличие небольших открытых участков леса, которые могут быть связаны с деятельностью человека. Около 5600 г. до н. э. на низменных влажных участках также распространяются вязы, а на более сухих возвышенных участках начинает расти липа.
Территория Верхней Сухоны начинает осваиваться в раннем неолите, в VI тыс. до н. э. В этот период складываются благоприятные условия для заселения ранее затопленной территории. Первоначально в устье Вёксы возникла неоднократно посещаемая стоянка охотников-рыболовов, используемая как временное сезонное стойбище или ритуальная площадка. В середины — третьей четверти IV тыс. до н. э. фиксируется продолжительное затопление.
В IV тыс. до н. э. формируется население, изготавливавшее своеобразную ямочно-гребёнчатую керамику. Это население осваивает всю территорию Сухоны. В Верхней Сухоне возникают долговременные поселения, население которых посещало нижнюю Сухону. Во II тыс. до н. э. в Вёксе появилась посуда с признаками фатьяноидной культуры. Одновременно в обиходе местных жителей была посуда сетчатой керамики. Археологические слои эпох раннего железного века и средневековья зафиксированы только на поселении Вёкса 1.

## Данные водного реестра
По данным государственного водного реестра России относится к Двинско-Печорскому бассейновому округу, водохозяйственный участок реки — Северная Двина от начала реки до впадения реки Вычегда, без рек Юг и Сухона (от истока до Кубенского гидроузла), речной подбассейн реки — Сухона. Речной бассейн реки — Северная Двина.
Код объекта в государственном водном реестре — 03020100312103000006592.